# Scheubengrobsdorf
Scheubengrobsdorf ist seit dem 1. Oktober 1923 ein Stadtteil von Gera in Thüringen. Ab 2010 bildete es zusammen mit Frankenthal den Ortsteil Frankenthal/Scheubengrobsdorf der Stadt Gera mit insgesamt 1741 Einwohnern (Stand 31. Dezember 2011); seit 2014 ist es Teil des neuen Ortsteils Westvororte.

## Geographie

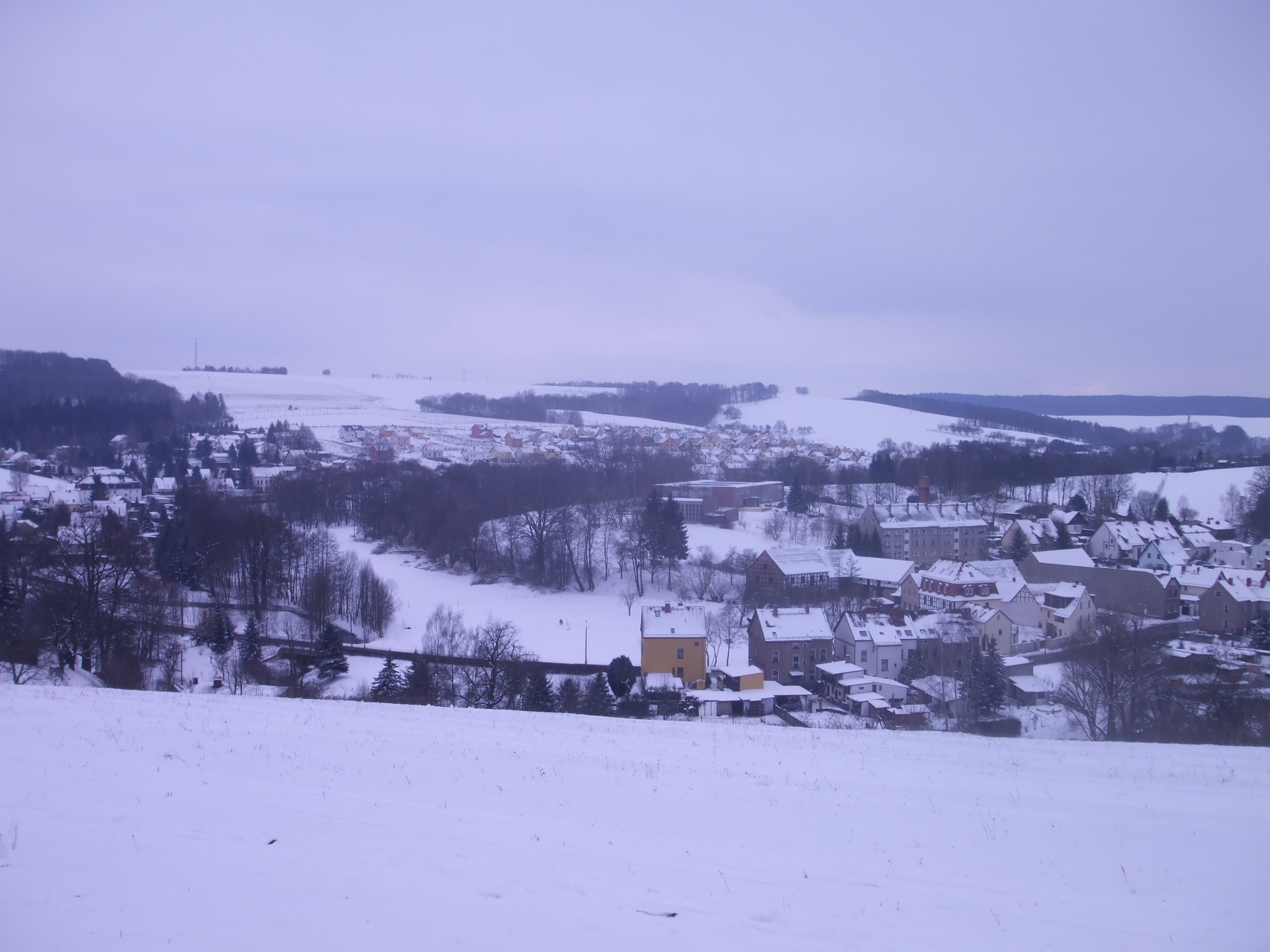
Blick über Scheubengrobsdorf im Februar 2010

Scheubengrobsdorf liegt am westlichen Rand des Stadtgebietes im Tal des Saarbachs zwischen Windischenbernsdorf und Frankenthal.

## Geschichte

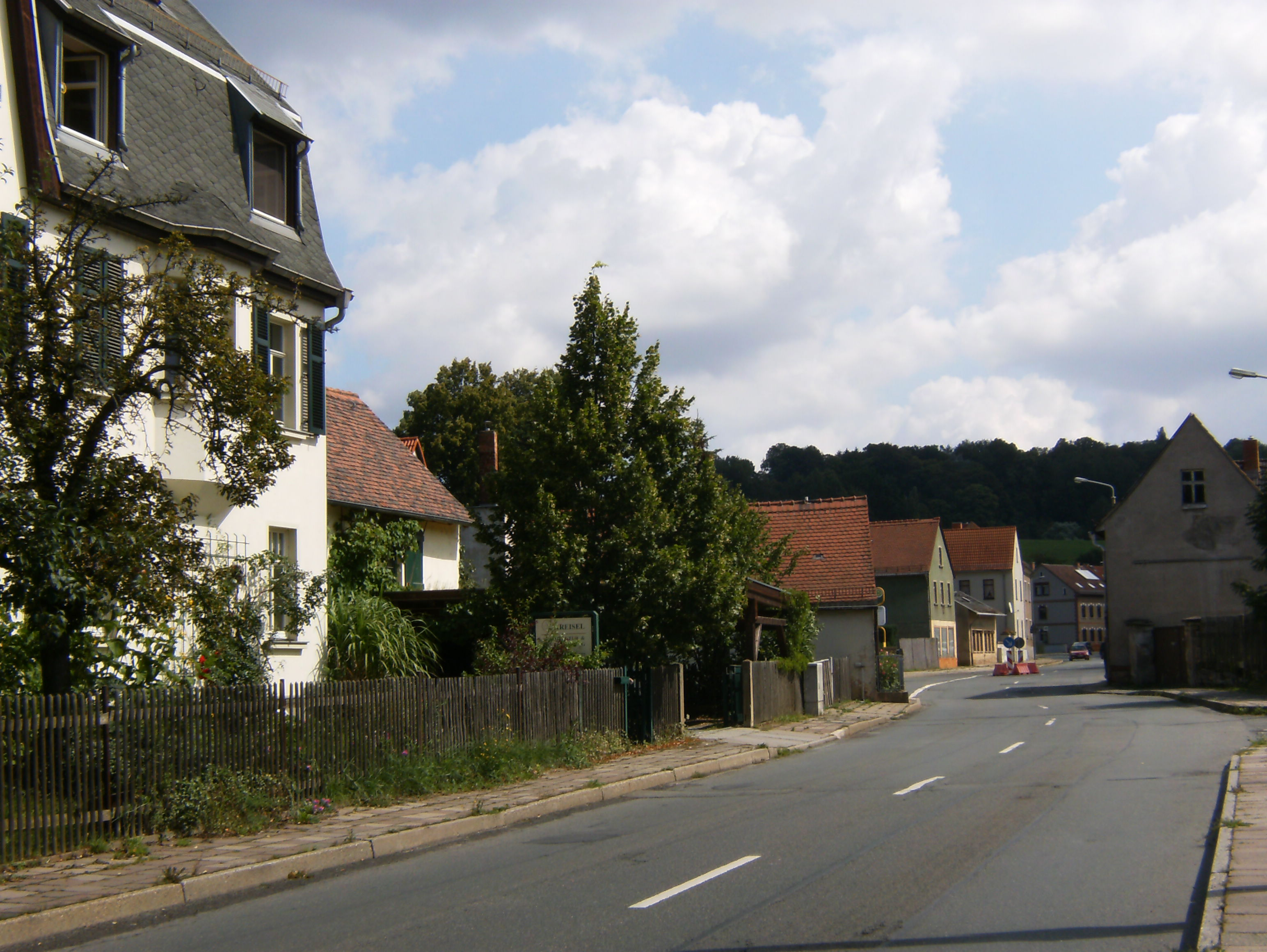
Im Ort.

Scheubengrobsdorf wurde möglicherweise bereits 1384 als Grobatzdorf erwähnt, wobei diese Nennung sich auch auf Langengrobsdorf beziehen könnte. Später üblich war auch Scheiben-Grobsdorf, hier wurzelt der Ortsname als Lagebezeichnung auf der Scheibe bei Gera.
Die erste gesicherte Nennung des Ortes stammt vom 14. Mai 1499 – Heinrich der Ältere, Herr zu Gera und Lobenstein verkaufte das Vorwerk zu (Scheuben)Grobsdorf an Heinrich von Ende zu Töppeln.
Der Ort pfarrte, schulte und begrub nach Frankenthal. Ein erstes eigenes Schulhaus wurde 1680 errichtet. 1963 wurde der Bau der Zehnklassigen Allgemeinbildenden Polytechnischen Oberschule Scheubengrobsdorf für die Westvororte von Gera fertiggestellt. Nach der Wende erfolgte zum Schuljahr 1991/1992 die Trennung in Grund- und Regelschule, der Grundschulteil erhielt die Bezeichnung Staatliche Grundschule 3 der Stadt Gera, ab 2004 Grundschule Saarbachtal.
Am 1. Oktober 1923 wurde der Ort gemeinsam mit Windischenbernsdorf und Frankenthal in die Stadt Gera eingemeindet.
Im August 1981 kam es nach schweren Niederschlägen zu einem Hochwasser des Saarbaches mit verheerenden Folgen.

### Rittergut Scheubengrobsdorf
Das Rittergut Scheubengrobsdorf war ein landtagsfähiges Rittergut. Mit dem Besitz des Rittergutes verbunden war die Patrimonialgerichtsbarkeit in Form der Erbgerichtsbarkeit über Scheubengrobsdorf, Windischenbernsdorf und Teile von Frankenthal. Die niedere Gerichtsbarkeit wurde zum 1. Januar 1855 aufgehoben.
Das Rittergut Scheubengrobsdorf war Ende des 17. Jahrhunderts im Besitz der Familie von Ende. Seit 1671 gehörte es der Familie Limmer, seit 1703 der Familie Menius, seit 1729 der Familie Dathe und seit 1855 der Familie Coder. An der Stelle des späteren Herrenhauses befand sich in früher Zeit eine Wasserburg, Teile ihres Wallgrabens haben sich bis heute beim sogenannten Jägerhaus erhalten. Für 1827 sind 22 Häuser und das Rittergut verzeichnet.

## Politik
Scheubengrobsdorf bildete seit 2010 zusammen mit Frankenthal kommunalrechtlich einen Ortsteil der Stadt Gera mit eigenem Ortsteilrat. Am 26. September 2010 wurde Erik Buchholz (parteilos) zum Ortsteilbürgermeister von Frankenthal/Scheubengrobsdorf gewählt und am 25. Mai 2014 wiedergewählt. Mit Inkrafttreten der neuen Hauptsatzung der Stadt Gera zum 1. Juni 2014 wurden Frankenthal und Scheubengrobsdorf mit Windischenbernsdorf zum Ortsteil Westvororte vereinigt.

## Entwicklung der Einwohnerzahl
| Jahr      | 1827 | 2008 |
| Einwohner | 122  | 1413 |

## Verkehr
- Scheubengrobsdorf liegt an der Landesstraße L 2334, die von Töppeln über Frankenthal und Scheubengrobsdorf nach Windischenbernsdorf führt.
- Über die Buslinie 17 der GVB ist der Ort an das Geraer Nahverkehrsnetz angeschlossen.
- Die nächstgelegenen Bahnhöfe sind Gera Süd, Töppeln und Gera Hauptbahnhof.

## Bildung

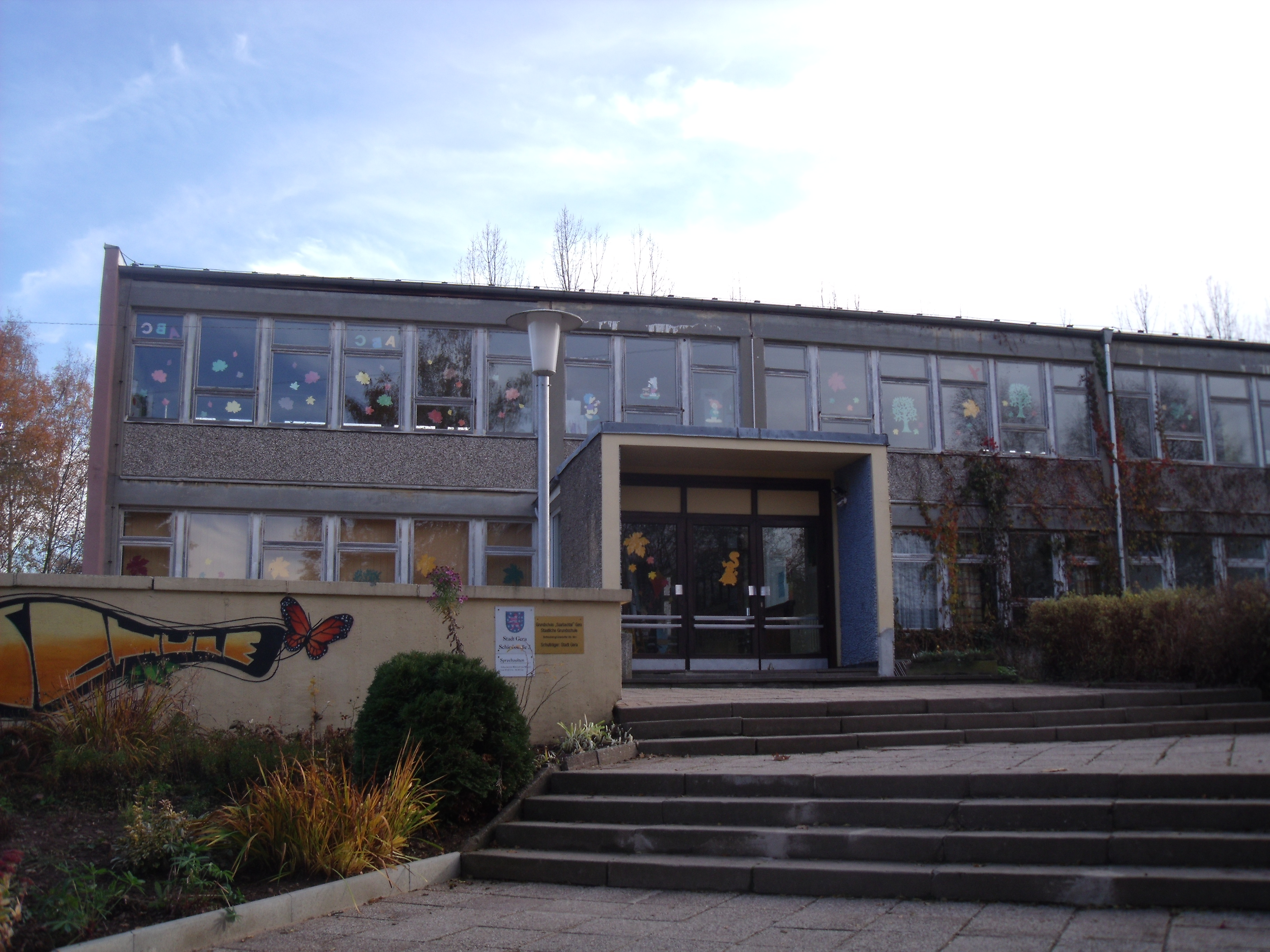
Grundschule

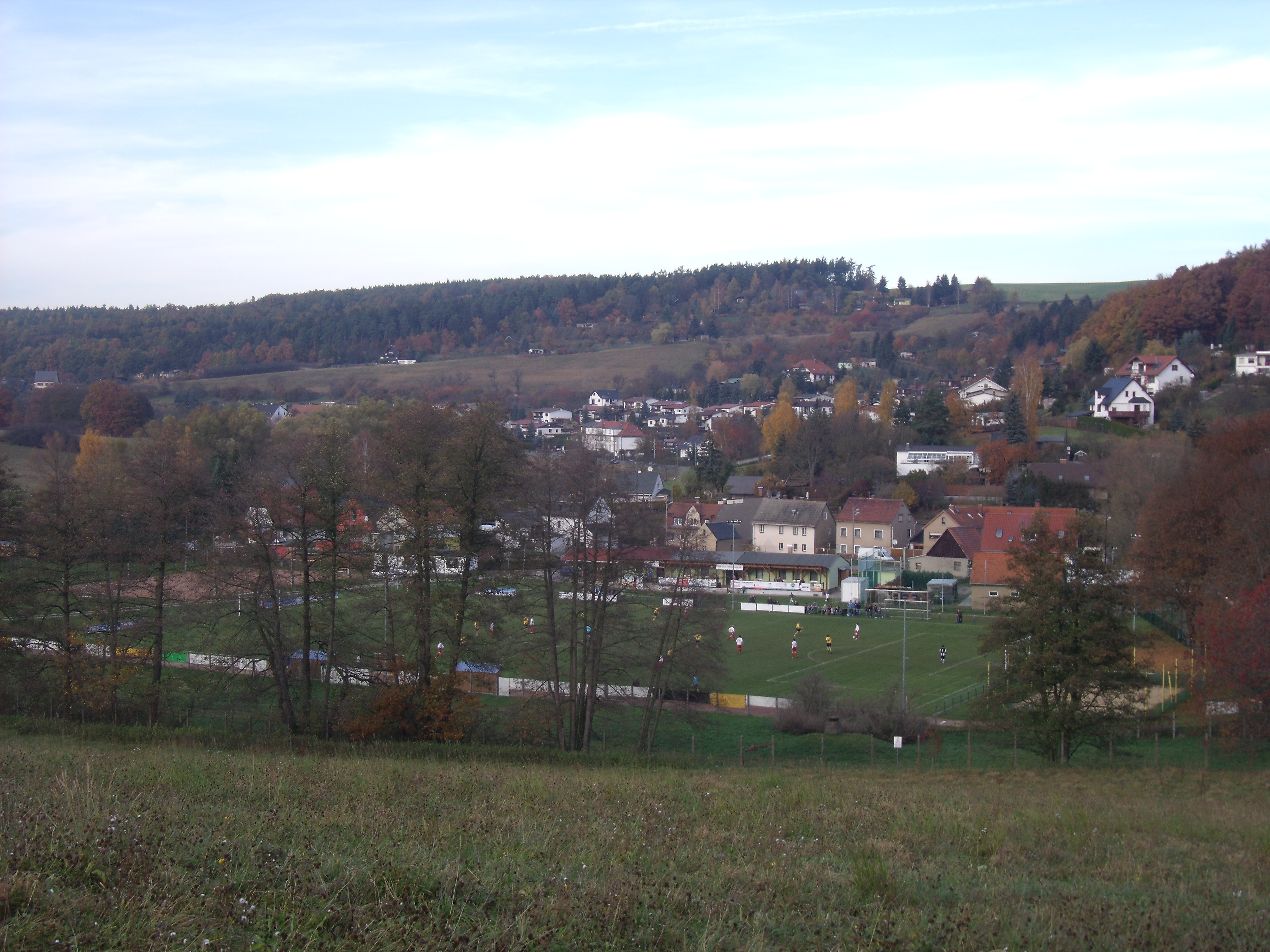
Sportplatz

- Kneipp-Kindergarten Am Maulwurfshügel (nur Kindergarten)
- Grundschule Am Saarbachtal

## Sport
Scheubengrobsdorf ist Sitz des TSV Gera-Westvororte mit den Angeboten Fußball, Volleyball, Zumba, Leichtathletik, Gymnastik und Radsport. 2017 wurde am „Schustergraben“ ein entsprechendes Übungsgelände durch die Radfahrer selbst angelegt.

## Söhne und Töchter des Ortes
- Heinrich Wolf (1817–1871), deutscher Mühlenbesitzer und Politiker